# Trstenjak mlakar
Trstenjak mlakar (lat. Acrocephalus palustris) je vrsta ptice pjevice. Staništa su joj grmlje, trstika i polja kukuruza. Od svibnja do srpnja, kada je sezona parenja, prisutna je u srednjoj i istočnoj Europi. Zime provodi u Africi.

## Opis
Ova ptica velika je oko 17 cm, a raspon krila joj je oko 17 – 21 cm. Teška je 11 – 14 grama. Životni vijek joj je uglavnom 9 godina. S gornje strane je smeđa, a s donje žućkasta. Mužjaci i ženke su iste boje i ne razlikuju se mnogo. Hrane se paucima, školjkama, puževima, kukcima i njihovim ličinkama. Osim životinjama, često se hrane i mladim bobicama. Pjev im je jako glasan i čuje se na velikim udaljenostima.

## Razmnožavanje
Ova ptice su obično monogamne. Sezona parenja traje od svibnja do srpnja. Ptice prave gnijezdo oblika čaše od trave, trske ili stabljika kukuruza. Ženka postavlja 3 – 6 plavkastobijelih jaja. Mužjaci i ženke ih naizmjenično griju 12 – 14 dana. Oko dva tjedna nakon što se ptići izlegnu, dobivaju perje. Nakon godinu dana spolno su zreli. 